# Батальонъ
«Батальонъ» (другое название: «Батальон смерти») — полнометражный художественный фильм, посвящённый женским батальонам смерти, которые были созданы во время Первой мировой войны. Фильм вышел в кинопрокат 20 февраля 2015 года.

## Сюжет
Весна 1917 года. Февральская революция изменила жизнь России и ход Первой мировой войны. Государь уже отрёкся от престола. В окопах, где противостояние с немцами длится уже третий год, вовсю ведут свою пропаганду большевики. Они призывают к миру с неприятелем. Российское офицерство фактически ничего не может решить без одобрения солдатских комитетов. Армия находится на пороге окончательного разложения.
По приказу Временного правительства для поднятия боевого духа создаётся женский «Батальон смерти» под командованием георгиевского кавалера Марии Бочкарёвой. Своей службой «Батальон смерти» подаёт пример храбрости, мужества и спокойствия, поднимает дух солдат и доказывает, что каждая из этих женщин-героев достойна звания воина Русской армии.

## В ролях
| Актёры            | Роли                          |
| ----------------- | ----------------------------- |
| Мария Аронова     | Мария Бочкарёва               |
| Мария Кожевникова | Наталья Татищева              |
| Николай Аузин     | поручик Селезнёв              |
| Валерия Шкирандо  | Вера Неклюдова                |
| Полина Дудкина    | Галина Свистунова             |
| Янина Малинчик    | Дуся Гринёва                  |
| Анна Кузнецова    | Серафима Плужейкова           |
| Мила Макарова     | Тоня                          |
| Алёна Кучкова     | Надя                          |
| Ирина Рахманова   | Фроська (служанка Неклюдовых) |
| Мария Антонова    | Евдокия Колокольчикова        |

| Актёры              | Роли                   |
| ------------------- | ---------------------- |
| Евгения Натанова    | Ривка                  |
| Марат Башаров       | Александр Керенский    |
| Евгений Дятлов      | Цепляев                |
| Владимир Зайцев     | генерал Алексеев       |
| Максим Митяшин      | Васильков              |
| Алексей Дмитриев    | солдат                 |
| Алексей Севастьянов | адъютант полковника    |
| Дмитрий Шевченко    | генерал-майор Половцов |
| Артур Ваха          | солдат                 |
| Александр Новосёлов | Николай Бржозовский    |
| Евгений Карпов      |                        |

| Актёры              | Роли                     |
| ------------------- | ------------------------ |
| Михаил Касапов      | Петя                     |
| Константин Фисенко  | офицер                   |
| Алексей Ведернико   | юркий солдат             |
| Александра Орехова  | Учётчица                 |
| Юлия Яновская       | солдатка                 |
| Арина Иванова       | сестра милосердия        |
| Елизавета Толубеева | Катя                     |
| Алексей Зоров       | Федька                   |
| Яков Шамшин         | Колокольчиков, прапорщик |
| Валерий Дегтярь     | генерал Татищев          |

## Создание

### Замысел
Замысел возник в ходе съёмок фильма «Брестская крепость». Продюсер Игорь Угольников, интересовавшийся историей Великой Отечественной войны, задумал показать судьбу женщин брестского гарнизона, отправленных в плен. В итоге от этой идеи отказались, но она трансформировалась в сюжет о доле женщин в период Первой мировой войны, которые проходили военную службу в женском батальоне смерти под командованием Марии Бочкарёвой.

### Съёмки
Фильм снимался в Псковской области (деревня Бугрово и урочище Лосковское) осенью 2013 года и в Санкт-Петербурге (Западный Котлин, Заячий остров, Михайловский замок, Тройной мост, ж/д станция Новый Петергоф, Дворцовая площадь и др.) — весной 2014 года.

## Награды и номинации
| Награды и номинации (приведено в хронологической последовательности) | Награды и номинации (приведено в хронологической последовательности) | Награды и номинации (приведено в хронологической последовательности) | Награды и номинации (приведено в хронологической последовательности) | Награды и номинации (приведено в хронологической последовательности) |
| Церемония                                                            | Награда                                                              | Категория                                                            | Номинант                                                             | Результат                                                            |
| -------------------------------------------------------------------- | -------------------------------------------------------------------- | -------------------------------------------------------------------- | -------------------------------------------------------------------- | -------------------------------------------------------------------- |
| 2015                                                                 | «Кинопремия Гонолулу»                                                | «Лучшая режиссерская работа»                                         | Дмитрий Месхиев                                                      | Победа                                                               |
| 2015                                                                 | «Navi Mumbai International Film Festival»                            | «Лучшая женская роль»                                                | Мария Аронова                                                        | Победа                                                               |
| 2015                                                                 | «Navi Mumbai International Film Festival»                            | «Лучший монтаж»                                                      | Маклаков Алексей, Мария Сергеенкова, Дмитрий Слобцов                 | Победа                                                               |
| 2015                                                                 | «Navi Mumbai International Film Festival»                            | «Лучший фильм»                                                       |                                                                      | Победа                                                               |
| 2015                                                                 | «Navi Mumbai International Film Festival»                            | «Лучший оригинальный сценарий»                                       | Илья Авраменко, Игорь Угольников                                     | Победа                                                               |
| 7 июля 2015                                                          | «Созвездие»                                                          | «Лучший дебют»                                                       | Янина Малинчик                                                       | Победа                                                               |
| 7 июля 2015                                                          | «Созвездие»                                                          | «Лучшая женская роль второго плана»                                  | Ирина Рахманова                                                      | Победа                                                               |
| 15 — 18 октября 2015                                                 | «Laughlin International Film Festival»                               | «Outstanding Production Value»                                       |                                                                      | Победа                                                               |
| 29 января 2016                                                       | «Золотой орёл»                                                       | «Лучшая женская роль второго плана»                                  | Мария Кожевникова                                                    | Победа                                                               |
| 29 января 2016                                                       | «Золотой орёл»                                                       | «Лучшая музыка к фильму»                                             | Юрий Потеенко                                                        | Победа                                                               |
| 29 января 2016                                                       | «Золотой орёл»                                                       | «Лучший монтаж фильма»                                               | Маклаков Алексей, Мария Сергеенкова                                  | Победа                                                               |
| 29 января 2016                                                       | «Золотой орёл»                                                       | «Лучшая работа звукорежиссёра»                                       | Анатолий Белозёров, Лев Ежов                                         | Победа                                                               |
| 29 января 2016                                                       | «Золотой орёл»                                                       | «Лучший игровой фильм»                                               |                                                                      | Номинация                                                            |
| 29 января 2016                                                       | «Золотой орёл»                                                       | «Лучшая женская роль в кино»                                         | Мария Аронова                                                        | Номинация                                                            |
| 29 января 2016                                                       | «Золотой орёл»                                                       | «Лучшая операторская работа»                                         | Илья Авербах                                                         | Номинация                                                            |
| 29 января 2016                                                       | «Золотой орёл»                                                       | «Лучшая работа художника-постановщика»                               | Константин Пахотин                                                   | Номинация                                                            |
| 29 января 2016                                                       | «Золотой орёл»                                                       | «Лучшая работа художника по костюмам»                                | Сергей Стручев                                                       | Номинация                                                            |
| 12 — 16 марта 2016                                                   | «Быстрый лев»                                                        | «Лучший фильм мира»                                                  |                                                                      | Победа                                                               |
| 12 — 16 марта 2016                                                   | «Быстрый лев»                                                        | «Лучший фильм стран БРИКС»                                           |                                                                      | Победа                                                               |
| 12 — 16 марта 2016                                                   | «Быстрый лев»                                                        | «Лучшая женская роль»                                                | Мария Аронова                                                        | Победа                                                               |
| 12 — 16 марта 2016                                                   | «Быстрый лев»                                                        | «Лучшая работа звукорежиссёра»                                       | Анатолий Белозеров                                                   | Победа                                                               |
| 1 апреля 2016                                                        | «Ника»                                                               | «Лучший игровой фильм»                                               |                                                                      | Номинация                                                            |
| 1 апреля 2016                                                        | «Ника»                                                               | «Лучшая женская роль второго плана»                                  | Мария Кожевникова                                                    | Номинация                                                            |
| 21 — 28 апреля 2016                                                  | «Newport Beach Film Festival»                                        | «Приз зрительских симпатий: Лучший зарубежный фильм»                 |                                                                      | Победа                                                               |
| 6 — 17 июня 2016                                                     | «Asia Pacific International Filmmaker Festival & Awards»             | «Платиновый призёр»                                                  |                                                                      | Победа                                                               |
| 22 — 25 сентября 2016                                                | «Portsmouth International Film Festival»                             | «Лучшая женская роль»                                                | Мария Аронова                                                        | Победа                                                               |

## Премьерные показы
- 16 февраля — Минск[4][5], Псков.
- 17 февраля — Санкт-Петербург[6][7].
- 19 февраля — Москва[8].
- 8 марта — Белград (Сербия), [9][10][11], Германия[9]
- 24 февраля — встреча киногруппы с В. В. Путиным:

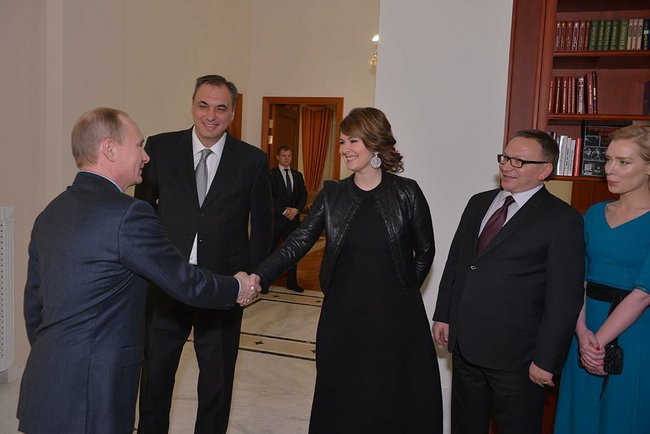
Встреча со съёмочной группой фильма «Батальонъ»
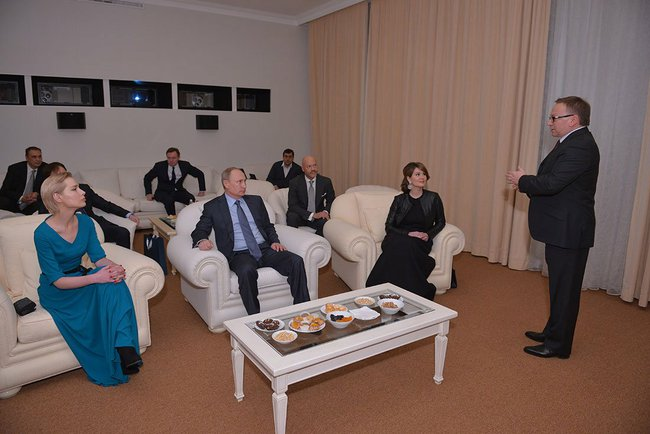
Встреча со съёмочной группой фильма «Батальонъ»
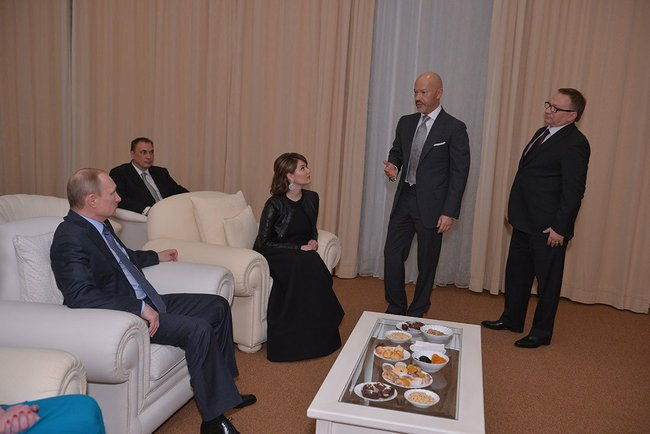
Встреча со съёмочной группой фильма «Батальонъ»

## Критика
По словам  А. И. Фурсова, фильм «Батальонъ» — это «обычная клюква развесистая, полное враньё про злодеев большевиков и про героических женщин».